# Iliász Nikolász
Iliász Nikolász (1991. november 3. –)  világbajnoki ezüst- és bronzérmes, Európa-bajnok magyar kardvívó.

## Pályafutása
Iliász Nikolász édesapja révén görög származású, de már Magyarországon látta meg a napvilágot. Fiatal korában több sportágat is kipróbált, végül 2002-ben került a Vasas SC vívó szakosztályához. Első edzője Gerevich György volt, a hétszeres olimpiai bajnok Gerevich Aladár fia, aki a szintén olimpiai bajnoki címet nyert Szilágyi Áront is edzette. 2007-ben a kadét korosztályban aranyérmet nyert az újvidéki Európa-bajnokságon, és ezüstérmet a prágai kontinensviadalon. A következő évben egyéni aranyérmet szerzett a junior Európa-bajnokságon, 2010-ben pedig junior világbajnokságot nyert Bakuban, miután a kard egyéni döntőben legyőzte a német Sebastian Schroedtert.
2009-ben már szerepet kapott a felnőtt kardcsapatban, egyéniben pedig a legjobb 16 közé jutott a 2010-es párizsi világbajnokságon. Az évet a 14. helyen zárta a világranglistán, míg az év végi Héraklész-gálán az év férfi junior-versenyzője díjat vehette át.
Az ezt követő éveken formája visszaesett, kikerült a válogatottból is, ahová 2013-ban került vissza, így tagja volt a zágrábi Európa-bajnokságon ezüstérmet szerző kardcsapatnak. Az az évi világbajnokságon az egyéni versenyeket követően súlyos fegyelmi vétség miatt kikerült a válogatott keretéből, edzője, Szabó Bence pedig nem folytatta vele a közös munkát. A Magyar Vívószövetség szeptemberben fél évre tiltotta el Iliászt, a fegyelmit azonban egy évre felfüggesztette.
Iliász ezt követően az MTK-ban folytatta a vívást Gulácsi Ferenc felügyelete mellett, és tagja volt a riói világbajnokságon ezüstérmes kardcsapatnak is. A 2023-as Európa-bajnokságon a 30. helyen végzett.

## Eredményei
Magyar bajnokság
Kard
Egyéni
- ezüst: 2021, 2025
- bronz: 2022

Csapat
- bronz: 2018, 2019, 2020

## Díjai, elismerései
- Az év férfi junior-versenyzője (2010)